# Edward Aloysius Murphy
Edward Aloysius Murphy Jr., také Edward A. Murphy (11. ledna 1918 Panama – 7. července 1990 Los Angeles), byl americký letecký inženýr, který pracoval na kontrole bezpečnostních systémů letadel. Je znám díky knize Murphyho zákony, vydané poprvé roku 1977, a z ní nejznámějšího pravidla: „Jestliže se něco může pokazit, tak se to pokazí“.

## Životopis
Murphy se narodil v zóně Panamského průplavu v roce 1918 jako nejstarší z pěti dětí. Po absolvování střední školy v New Jersey vystudoval vojenskou akademii Spojených států ve West Pointu, kterou ukončil v roce 1940. V roce 1941 absolvoval pilotní výcvik u armádního leteckého sboru USA. Během druhé světové války působil v Tichomoří, v Indii, Číně a Barmě (nyní Myanmar) a dosáhl hodnosti majora.
V roce 1947 navštěvoval Technologický institut leteckých sil Spojených států a stal se důstojníkem výzkumu a vývoje ve vývojovém středisku na Wrightových–Pattersonově základně leteckých sil v Daytonu ve státě Ohio. Tam pracoval při experimentech s vysokorychlostními raketami (projekt USAF MX981, 1949), které ho vedly k vytvoření Murphyho zákona.
V roce 1952 od letectva odešel a prováděl testy raketové akcelerace na letecké základně Holloman, poté se vrátil do Kalifornie, kde pracoval na designu kokpitu letadel pro řadu soukromých dodavatelů. Pracoval na únikových systémech posádek pro nejslavnější experimentální letadla 20. století, včetně F-4 Phantom II, XB-70 Valkyrie, SR-71 Blackbird, B-1 Lancer a X-15 raketové letadlo. V šedesátých letech pracoval na systémech bezpečnosti a podpory života pro projekt Apollo a svou kariéru zakončil prací na bezpečnostním systému pilotů a operačních systémech vrtulníku Apache.